# Ivan IV. Drašković
Ivan IV. Drašković (?, oko 1630. – Lockenhaus, Austrija, 1692.), hrvatski velikaš, trakošćanski grof i podmaršal iz hrvatske velikaške obitelji Drašković.

## Životopis
Najstariji je sin hrvatskog bana i ugarskog palatina, grofa Ivana III. Draškovića († 1648.) i Barbare Thurzó te brat Barbare, Nikole II., Katarine i Julije. Školovao se u Bologni u današnjoj Italiji, a po završetku studija imenovan je kraljevskim komornikom i savjetnikom.
Sudjelovao je u protuosmanskim sukobima, pod zapovjedništvom grofa Nikole VII. Zrinskog († 1664.), a osobito se istaknuo u bitkama kod Pečuh 1664. godine i Osijeka. Bio je uključen u zrinsko-frankopansku urotu, budući da mu je supruga bila Marija Magdalena, kći ugarskog velikaša Franje II. Nádasdyja, ali je igrao dvostruku igru te je pomogao slomiti urotničke postrojbe kod rijeke Save. Unatoč tome, bio je neko vrijeme u nemilosti Bečkog dvora zbog kompromitirajućih urotničkih pisama koja su poslužila u kasnijem sudskom procesu protiv urotnika.
Godine 1682. imenovao ga je Hrvatski sabor glavnim zapovjednikom konjaništva u ratu protiv Osmanlija, a obnašao je i dužnost kuruca u službi erdeljskog vojvode Imre Thőkőlyja. Za sudjelovanje u borbama dobio je od kralja Leopolda I. (1657. – 1705.) posjed Kutnjak u Križevačkoj županiji. Sljedeće godine kupio je posjed Božjakovinu, kojeg mu je 1686. godine oduzela kraljevska komora, ali je zahvaljujući svojem utjecaju na Dvoru uspio uskoro vratiti taj posjed u svoje vlasništvo.
Godine 1689. je uspješno ratovao protiv Osmanlija kraj Zrina zbog čega je bio imenovan kraljevskim tajnim savjetnikom i bio promaknut u čin podmaršala.

## Vanjske poveznice
- Ivan IV. Drašković – Hrvatska enciklopedija
- Ivan IV. Drašković – Hrvatski biografski leksikon